# Dysaletia
Dysaletia là một chi bướm đêm thuộc họ Noctuidae.